# Buurman (band)
Buurman is een Belgische rockgroep, afkomstig uit Limburg. De groep brengt Nederlandstalige nummers. Sinds 2014 bestaat de band uit drie leden, namelijk Geert Verdickt (zang, gitaar, theremin), Stijn Gevaert (gitaar, basgitaar, mandoline, ukelele, trompet, saxofoon, piano, harmonium, percussie) en Koen Renders (piano, basgitaar).

## Biografie
Buurman kreeg bekendheid in heel Vlaanderen toen de groep in maart 2008 tweede werd in een aflevering van het muziekprogramma Zo is er maar één op de openbare televisiezender Eén. Het debuutalbum Rocky komt altijd terug van de band verscheen in het najaar van 2008 en werd voorgesteld in een uitverkochte Ancienne Belgique. De volgende twee jaar toerde de band met deze muziek door Belgische theaterzalen en speelde ook op enkele festivals, zoals Marktrock, de Gentse Feesten en Dranouter, Boterhammen in het park en Genk on Stage. In april 2009 speelden ze ook op Nekka-Nacht in het Antwerpse Sportpaleis. In het najaar van 2010 bracht de band een tweede album uit, Mount Everest. Het album werd in april 2011 ook in Nederland uitgebracht. Een paar dagen later behaalde het debuutalbum Rocky in Vlaanderen de gouden status. In 2015 speelde Buurman nog een keer op Nekka in de Lotto Arena als de eregast.
In oktober 2014 stelde Buurman in De Roma in Antwerpen het derde album voor, getiteld De kus in ruil voor een koninkrijk. Van dit album werden enkele singles uitgebracht die veel airplay kregen op de Vlaamse radiozenders en goed scoorden in de Vlaamse Top 50. In 2017 verscheen het vierde album Dans & dwaal.
Na het stuklopen van zijn huwelijk startte zanger Geert Verdickt in 2019 tijdelijk een soloproject, waarin hij zijn persoonlijke verhaal beter kwijt kon. Onder de naam "Geert Verdickt van Buurman" maakte hij een tournee en bracht hij het soloalbum Einzelgänger uit, dat werd opgenomen in de studio van Philippe Robrecht in Ierland. Vervolgens pakte hij de draad met Buurman weer op. Voor het album Vuurman, dat in het voorjaar van 2022 verscheen, liet de groep zich inspireren door bijzondere verhalen van gewone mensen. De gesprekken met hen werden gevoerd bij een kampvuur en tevens verwerkt in een podcast.

## Discografie

### Albums
| Album met hitnotering(en) in de Vlaamse Ultratop 200 albums | Datum van verschijnen | Datum van binnenkomst | Hoogste positie | Aantal weken | Opmerkingen                  |
| ----------------------------------------------------------- | --------------------- | --------------------- | --------------- | ------------ | ---------------------------- |
| Rocky komt altijd terug                                     | 10-10-2008            | 25-10-2008            | 43              | 22           | Goud                         |
| Mount Everest                                               | 05-11-2010            | 13-11-2011            | 19              | 20           |                              |
| De kus in ruil voor een koninkrijk                          | 26-10-2014            | 01-11-2014            | 11              | 30           |                              |
| Dans & dwaal                                                | 08-09-2017            | 16-09-2017            | 21              | 13           |                              |
| Einzelgänger                                                | 23-08-2019            | 31-08-2019            | 46              | 11           | "Geert Verdickt van Buurman" |
| Vuurman                                                     | 20-05-2022            | 28-05-2022            | 41              | 2            |                              |

### Singles (hitnoteringen)
| Single met hitnotering(en) in de Vlaamse Ultratop 50 | Datum van verschijnen | Datum van binnenkomst | Hoogste positie | Aantal weken | Opmerkingen                                                |
| ---------------------------------------------------- | --------------------- | --------------------- | --------------- | ------------ | ---------------------------------------------------------- |
| Mount Everest                                        | 27-09-2010            | 13-11-2010            | tip26           | -            |                                                            |
| London Stansted                                      | 13-12-2010            | 01-01-2011            | tip6            | -            | Nr. 2 in de Radio 2 Top 30 Nr. 10 in de Vlaamse Top 10     |
| Seks en slechte whisky                               | 11-04-2011            | 28-05-2011            | tip36           | -            |                                                            |
| Speling van het zonlicht                             | 19-09-2011            | 15-10-2011            | tip34           | -            |                                                            |
| Ring van vuur                                        | 27-02-2012            | 17-03-2012            | tip37           | -            |                                                            |
| Soms ben jij de zon en ik de maan                    | 17-06-2014            | 21-06-2014            | tip25           | -            | Nr. 18 in de Vlaamse Top 50                                |
| Fileleed en liefde                                   | 17-06-2014            | 11-10-2014            | tip16           | -            | Nr. 8 in de Vlaamse Top 50                                 |
| Zoals koffie hoort bij opstaan                       | 07-01-2015            | 17-01-2015            | tip8            | -            | Nr. 3 in de Vlaamse Top 50                                 |
| Tijd voor iets nieuws                                | 13-04-2015            | 25-04-2015            | tip25           | -            | Nr. 11 in de Vlaamse Top 50                                |
| Overlevers                                           | 21-09-2015            | 10-10-2015            | tip40           | -            | Nr. 20 in de Vlaamse Top 50                                |
| Dans & dwaal                                         | 29-05-2017            | 10-06-2017            | tip33           | -            | Nr. 17 in de Vlaamse Top 50                                |
| Zo voorbij                                           | 15-09-2017            | 30-09-2017            | tip14           | -            | Nr. 10 in de Vlaamse Top 50                                |
| Bladeren van goud                                    | 01-12-2017            | 09-12-2017            | tip28           | -            | Nr. 10 in de Vlaamse Top 50                                |
| Boten die naar Dover varen                           | 13-04-2018            | 28-04-2018            | tip25           | -            | Nr. 10 in de Vlaamse Top 50                                |
| Het maakt je sterker                                 | 31-08-2018            | 15-09-2018            | tip             | -            | Nr. 31 in de Vlaamse Top 50                                |
| Niets is wat het lijkt                               | 12-10-2018            | 27-10-2018            | tip23           | -            | met Tom Helsen / Nr. 5 in de Vlaamse Top 50                |
| Elk einde is een nieuw begin                         | 14-06-2019            | 22-06-2019            | tip5            | -            | "Geert Verdickt van Buurman" / Nr. 7 in de Vlaamse Top 50  |
| Einzelgänger                                         | 16-08-2019            | 31-08-2019            | tip17           | -            | "Geert Verdickt van Buurman" / Nr. 11 in de Vlaamse Top 50 |
| Splinterkind                                         | 31-01-2020            | 08-02-2020            | tip40           | -            | "Geert Verdickt van Buurman" / Nr. 18 in de Vlaamse Top 50 |
| De lente wist van niets                              | 29-05-2020            | 06-06-2020            | tip             | -            | Nr. 27 in de Vlaamse Top 50                                |
| Amanda                                               | 09-10-2020            | 17-10-2020            | tip33           | -            | "Geert Verdickt van Buurman" / Nr. 20 in de Vlaamse Top 50 |

### Overige singles
- God, ik en Marjon (2008, Nr. 9 in de Vlaamse Top 10)
- Pas 18 (2008)
- Rocky (2009)
- Mooi weer en fruitsla (2009, Nr. 6 in de Vlaamse Top 10)
- Middellandse Zee (2009)
- De zomer komt eraan (2011, Gordellied)
- Breek de code (2019)
- Land in zicht (2022, Nr. 28 in de Vlaamse Top 30)
- In het oog van de orkaan (2022, Nr. 18 in de Vlaamse Top 30)
- Sterrenkijker (2022, Nr. 24 in de Vlaamse Top 30)
- Kop of munt (2023)